# Autonome Kazachse Prefectuur Ili

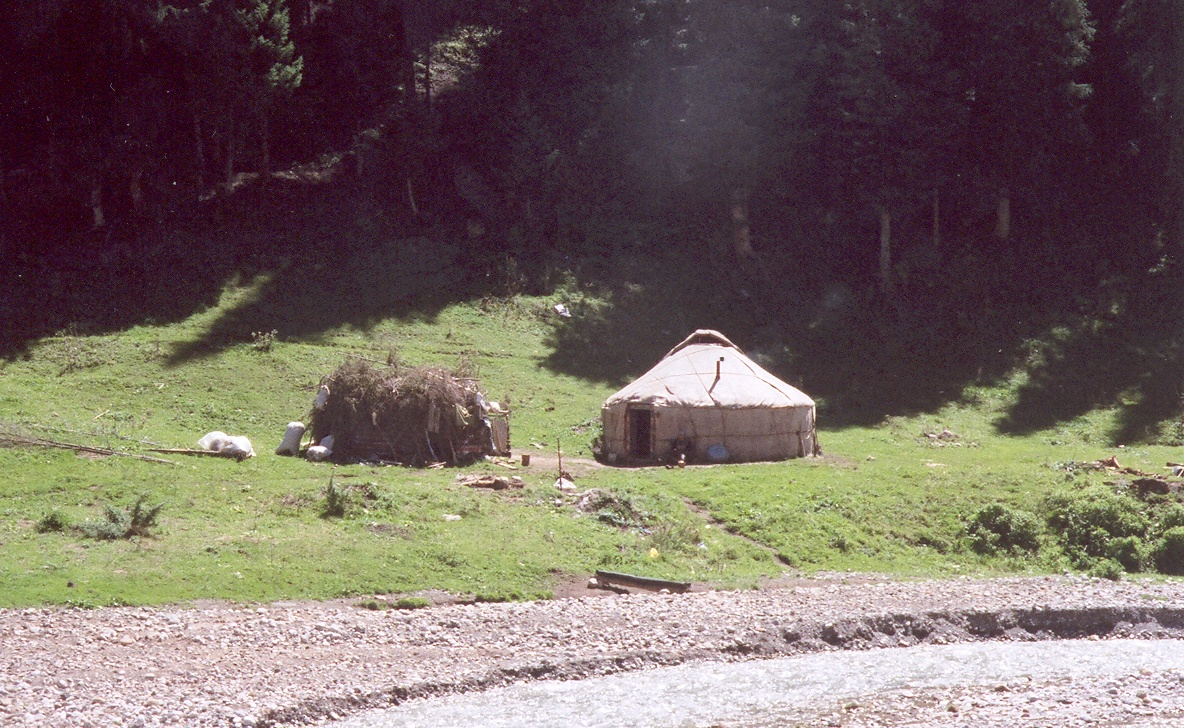
Joert in de vallei van Ili

De Autonome Kazachse Prefectuur Ili is een autonome prefectuur in het noorden van de noordwestelijke provincie Xinjiang, Volksrepubliek China. Ili is de meest noordelijke autonome prefectuur van de provincie.
De hoofdstad van de prefectuur is Yining, gelegen aan de rivier Ili. 
Binnen de prefectuur ligt het Autonome Xibe Arrondissement Qapqal. Administratief vallen ook de prefecturen Tacheng en Altay onder de Autonome Prefectuur.
| Etniciteit    | Aantal    | Percentage |
| ------------- | --------- | ---------- |
| Han-Chinezen  | 1.697.827 | 44,42%     |
| Kazachen      | 979.343   | 25,62%     |
| Oeigoeren     | 614.981   | 16,09%     |
| Hui           | 339.570   | 8,88%      |
| Mongolen      | 62.671    | 1,64%      |
| Dongxiang     | 48.667    | 1,27%      |
| Xibe          | 28.960    | 0,76%      |
| Kirgiezen     | 16.678    | 0,44%      |
| Oezbeken      | 5.491     | 0,14%      |
| Daur          | 4.940     | 0,13%      |
| Russen        | 4.482     | 0,12%      |
| Mantsjoes     | 4.045     | 0,11%      |
| Salar         | 3.097     | 0,08%      |
| Wolga-Tataren | 2.584     | 0,07%      |
| Overige       | 8.604     | 0,23%      |